# Wealth Planet Perugia Volley 2023-2024
Questa voce raccoglie le informazioni riguardanti la Wealth Planet Perugia Volley nelle competizioni ufficiali della stagione 2023-2024.

## Stagione
Nella stagione 2023-24 la Wealth Planet Perugia Volley assume la denominazione sponsorizzata di Bartoccini-Fortinfissi Perugia.
Partecipa per la terza volta al campionato di Serie A2 terminando il girone A della regular season al primo posto in classifica; termina al primo posto anche la successiva pool promozione, ottenendo, in questo modo, la promozione diretta in Serie A1.
A seguito del primo posto in classifica al termine del girone di andata, si qualifica per la Coppa Italia di Serie A2 dove, con la vittoria nella finale di Trieste ai danni della Futura Giovani, conquista il suo primo trofeo nazionale.

## Organigramma societario
Area direttiva
- Presidente: Antonio Bartoccini
- Vicepresidente: Gianluca Gargaglia, Ciro Iacone
- Direttore sportivo: Remo Ambroglini
- Team manager: Carmen Pimentel

Area tecnica
- Allenatore: Andrea Giovi
- Allenatore in seconda: Guido Marangi

Area comunicazione
- Ufficio stampa: Andrea Sonaglia
- Social media manager: Cristian Borgioni
- Fotografo: Oreste Testa

Area marketing
- Responsabile marketing: Alice Merli

Area sanitaria
- Medico sociale: Gaspare Ritacco
- Medico: Francesco Colautto
- Ortopedico: Alessandro Massarini
- Radiologo: Angelo Ferdinandi
- Nutrizionista: Marco Ballerini
- Psicologa: Sara Lazzari

## Rosa
| N° | Nome                | Ruolo | Data di nascita  | Nazionalità sportiva |
| -- | ------------------- | ----- | ---------------- | -------------------- |
| 1  | Glenda Messaggi     | O     | 21 gennaio 1999  | Italia               |
| 2  | Gaia Traballi       | S     | 5 febbraio 1997  | Italia               |
| 4  | Princess Atamah     | C     | 1º marzo 2005    | Italia               |
| 5  | Imma Sirressi       | L     | 19 maggio 1990   | Italia               |
| 6  | Alessia Lillacci    | L     | 6 marzo 1997     | Italia               |
| 7  | Giulia Viscioni     | S     | 13 agosto 2004   | Italia               |
| 8  | Maria Irene Ricci   | P     | 17 febbraio 1996 | Italia               |
| 9  | Federica Braida     | P     | 31 agosto 2000   | Italia               |
| 11 | Benedetta Bartolini | C     | 5 marzo 1999     | Italia               |
| 12 | Ivonee Montaño      | O     | 12 novembre 1995 | Colombia             |
| 13 | Asia Cogliandro     | C     | 12 gennaio 1996  | Italia               |
| 14 | Sara Turini         | O     | 27 febbraio 2007 | Italia               |
| 18 | Dayana Kosareva     | S     | 24 agosto 1999   | Italia               |

## Mercato
| Acquisti | Acquisti          | Acquisti          | Acquisti   |
| R.       | Nome              | da                | Modalità   |
| -------- | ----------------- | ----------------- | ---------- |
| C        | Princess Atamah   | Volleyrò          | definitivo |
| P        | Federica Braida   | Volano            | definitivo |
| C        | Asia Cogliandro   | Assitec           | definitivo |
| S        | Dayana Kosareva   | Firenze           | definitivo |
| L        | Alessia Lillacci  | Trevi             | definitivo |
| O        | Glenda Messaggi   | Hermaea           | definitivo |
| O        | Ivonee Montaño    | Hyundai Hillstate | definitivo |
| P        | Maria Irene Ricci | Helvia Recina     | definitivo |
| L        | Imma Sirressi     | Megavolley        | definitivo |
| S        | Gaia Traballi     | Perugia           | definitivo |
| S        | Giulia Viscioni   | Club Italia       | definitivo |

| Cessioni | Cessioni          | Cessioni               | Cessioni   |
| R.       | Nome              | a                      | Modalità   |
| -------- | ----------------- | ---------------------- | ---------- |
| L        | Martina Armini    | Savino Del Bene        | definitivo |
| P        | Giorgia Avenia    | Casalmaggiore          | definitivo |
| O        | Monika Bociek     | Radomka                | definitivo |
| O        | Anamarija Galić   | Hyundai Hillstate      | definitivo |
| C        | Clémence Garcia   | Viesti Salo            | definitivo |
| S        | Beatrice Gardini  | Megavolley             | definitivo |
| S        | Anastasia Guerra  | Muratpaşa Sigorta Shop | definitivo |
| S        | Alexandra Lazić   | Firenze                | definitivo |
| C        | Linda Nwakalor    | Savino Del Bene        | definitivo |
| C        | Tessa Polder      | Pinerolo               | definitivo |
| S        | Claudia Provaroni | Megavolley             | definitivo |
| L        | Chiara Rumori     | Beach World Pescara    | definitivo |
| P        | Raymariely Santos | Athletes Unlimited     | definitivo |

## Risultati

### Serie A2

#### Girone di andata
| 1ª Giornata - 8 ottobre 2023 PalaEvangelisti, Perugia                    | Wealth Planet Perugia | 3 - 2 | Millenium Brescia     | 22-25, 22-25, 25-18, 25-14, 15-8  |
| 2ª Giornata - 15 ottobre 2023 PalaMarani, Budrio                         | Volta                 | 0 - 3 | Wealth Planet Perugia | 21-25, 22-25, 23-25               |
| 3ª Giornata - 22 ottobre 2023 Palazzetto dello Sport, Lignano Sabbiadoro | Talmassons            | 2 - 3 | Wealth Planet Perugia | 18-25, 25-19, 19-25, 28-26, 11-15 |
| 4ª Giornata - 29 ottobre 2023 PalaEvangelisti, Perugia                   | Wealth Planet Perugia | 3 - 0 | Fratte                | 25-18, 25-11, 25-5                |
| 5ª Giornata - 1º novembre 2023 PalaScoppa, Soverato                      | Piadena               | 0 - 3 | Wealth Planet Perugia | 19-25, 15-25, 17-25               |
| 6ª Giornata - 5 novembre 2023 PalaRoma, Montesilvano                     | Beach World Pescara   | 0 - 3 | Wealth Planet Perugia | 10-25, 15-25, 17-25               |
| 7ª Giornata - 11 novembre 2023 PalaEvangelisti, Perugia                  | Wealth Planet Perugia | 3 - 0 | Futura Giovani        | 25-23, 25-18, 25-16               |
| 8ª Giornata - 19 novembre 2023 PalaRescifina, Messina                    | Sant'Anna             | 0 - 3 | Wealth Planet Perugia | 22-25, 25-27, 19-25               |
| 9ª Giornata - 22 novembre 2023 PalaEvangelisti, Perugia                  | Wealth Planet Perugia | 3 - 0 | Alba                  | 25-18, 25-21, 25-14               |

#### Girone di ritorno
| 10ª Giornata - 26 novembre 2023 PalaGeorge, Montichiari              | Millenium Brescia     | 0 - 3 | Wealth Planet Perugia | 23-25, 17-25, 20-25        |
| 11ª Giornata - 3 dicembre 2023 PalaEvangelisti, Perugia              | Wealth Planet Perugia | 3 - 1 | Volta                 | 25-17, 25-13, 21-25, 25-22 |
| 12ª Giornata - 10 dicembre 2023 PalaEvangelisti, Perugia             | Wealth Planet Perugia | 3 - 1 | Talmassons            | 27-25, 20-25, 25-18, 25-23 |
| 13ª Giornata - 17 dicembre 2023 Palazzo dello Sport, Trebaseleghe    | Fratte                | 0 - 3 | Wealth Planet Perugia | 20-25, 17-25, 23-25        |
| 14ª Giornata - 23 dicembre 2023 PalaEvangelisti, Perugia             | Wealth Planet Perugia | 3 - 0 | Piadena               | 25-16, 25-21, 25-19        |
| 15ª Giornata - 27 dicembre 2023 PalaEvangelisti, Perugia             | Wealth Planet Perugia | 3 - 0 | Beach World Pescara   | 25-17, 25-20, 25-16        |
| 16ª Giornata - 14 dicembre 2023 PalaBorsani, Castellanza             | Futura Giovani        | 3 - 0 | Wealth Planet Perugia | 25-22, 27-25, 25-19        |
| 17ª Giornata - 13 gennaio 2024 PalaEvangelisti, Perugia              | Wealth Planet Perugia | 3 - 0 | Sant'Anna             | 25-16, 25-22, 25-19        |
| 18ª Giornata - 21 gennaio 2024 PalaFrancescucci, Casnate con Bernate | Alba                  | 0 - 3 | Wealth Planet Perugia | 27-29, 19-25, 14-25        |

#### Pool promozione
| 1ª Giornata - 28 gennaio 2024 PalaEvangelisti, Perugia                           | Wealth Planet Perugia | 3 - 1 | Helvia Recina         | 25-21, 25-12, 24-26, 25-19        |
| 2ª Giornata - 4 febbraio 2024 PalaFerroli, San Bonifacio                         | Montecchio Maggiore   | 0 - 3 | Wealth Planet Perugia | 20-25, 16-25, 22-25               |
| 3ª Giornata - 10 febbraio 2024 PalaEvangelisti, Perugia                          | Wealth Planet Perugia | 3 - 0 | Esperia               | 25-15, 25-23, 25-21               |
| 4ª Giornata - 14 febbraio 2024 PalaEvangelisti, Perugia                          | Wealth Planet Perugia | 3 - 1 | Mondovì               | 25-20, 25-27, 25-18, 25-22        |
| 5ª Giornata - 25 febbraio 2024 Palazzetto dello Sport, San Giovanni in Marignano | Adolfo Consolini      | 3 - 0 | Wealth Planet Perugia | 25-22, 25-17, 25-16               |
| 6ª Giornata - 3 marzo 2024 PalaFontescodella, Macerata                           | Helvia Recina         | 2 - 3 | Wealth Planet Perugia | 11-25, 25-21, 25-19, 21-25, 11-15 |
| 7ª Giornata - 10 marzo 2024 PalaEvangelisti, Perugia                             | Wealth Planet Perugia | 3 - 1 | Montecchio Maggiore   | 26-24, 25-20, 22-25, 25-19        |
| 8ª Giornata - 17 marzo 2024 PalaRadi, Cremona                                    | Esperia               | 0 - 3 | Wealth Planet Perugia | 20-25, 11-25, 17-25               |
| 9ª Giornata - 24 marzo 2024 PalaManera, Mondovì                                  | Mondovì               | 3 - 0 | Wealth Planet Perugia | 25-12, 25-22, 25-13               |
| 10ª Giornata - 29 marzo 2024 PalaEvangelisti, Perugia                            | Wealth Planet Perugia | 3 - 0 | Adolfo Consolini      | 25-17, 25-20, 25-20               |

### Coppa Italia di Serie A2
| Quarti di finale - 10 gennaio 2024 PalaEvangelisti, Perugia | Wealth Planet Perugia | 3 - 1 | Adolfo Consolini | 17-25, 25-21, 25-18, 25-22 |
| Semifinali - 31 gennaio 2024 PalaEvangelisti, Perugia       | Wealth Planet Perugia | 3 - 0 | Talmassons       | 25-15, 25-20, 25-21        |
| Finale - 18 febbraio 2024 PalaTrieste, Trieste              | Wealth Planet Perugia | 3 - 0 | Futura Giovani   | 25-22, 25-22, 25-22        |

## Statistiche

### Statistiche di squadra
| Competizione             | Punti | In casa | In casa | In casa | In trasferta | In trasferta | In trasferta | Totale | Totale | Totale |
| Competizione             | Punti | G       | V       | P       | G            | V            | P            | G      | V      | P      |
| ------------------------ | ----- | ------- | ------- | ------- | ------------ | ------------ | ------------ | ------ | ------ | ------ |
| Serie A2                 | 72    | 14      | 14      | 0       | 14           | 11           | 3            | 28     | 25     | 3      |
| Coppa Italia di Serie A2 |       | 2       | 2       | 0       | 0            | 0            | 0            | 3      | 3      | 0      |
| Totale                   | -     | 16      | 16      | 0       | 14           | 11           | 3            | 31     | 28     | 3      |

G = partite giocate; V = partite vinte; P = partite perse 

### Statistiche dei giocatori
| Giocatore     | Serie A2 | Serie A2 | Serie A2 | Serie A2 | Serie A2 | Coppa Italia di Serie A2 | Coppa Italia di Serie A2 | Coppa Italia di Serie A2 | Coppa Italia di Serie A2 | Coppa Italia di Serie A2 | Totale | Totale | Totale | Totale | Totale |
| Giocatore     | P        | PT       | AV       | MV       | BV       | P                        | PT                       | AV                       | MV                       | BV                       | P      | PT     | AV     | MV     | BV     |
| ------------- | -------- | -------- | -------- | -------- | -------- | ------------------------ | ------------------------ | ------------------------ | ------------------------ | ------------------------ | ------ | ------ | ------ | ------ | ------ |
| P. Atamah     | 23       | 32       | 14       | 9        | 9        | 0                        | 0                        | 0                        | 0                        | 0                        | 23     | 32     | 14     | 9      | 9      |
| B. Bartolini  | 28       | 222      | 130      | 79       | 13       | 3                        | 24                       | 15                       | 7                        | 2                        | 31     | 246    | 145    | 86     | 15     |
| F. Braida     | 19       | 9        | 5        | 4        | 0        | 2                        | 0                        | 0                        | 0                        | 0                        | 21     | 9      | 5      | 4      | 0      |
| A. Cogliandro | 25       | 212      | 161      | 28       | 23       | 3                        | 29                       | 20                       | 5                        | 4                        | 28     | 241    | 181    | 33     | 27     |
| D. Kosareva   | 27       | 303      | 238      | 31       | 34       | 3                        | 28                       | 15                       | 8                        | 5                        | 30     | 331    | 253    | 39     | 39     |
| A. Lillacci   | 4        | 0        | 0        | 0        | 0        | 0                        | 0                        | 0                        | 0                        | 0                        | 4      | 0      | 0      | 0      | 0      |
| G. Messaggi   | 27       | 28       | 11       | 0        | 17       | 2                        | 0                        | 0                        | 0                        | 0                        | 29     | 28     | 11     | 0      | 17     |
| I. Montaño    | 28       | 392      | 350      | 31       | 11       | 3                        | 39                       | 33                       | 6                        | 0                        | 31     | 431    | 383    | 37     | 11     |
| M. Ricci      | 28       | 40       | 19       | 15       | 6        | 3                        | 4                        | 3                        | 0                        | 1                        | 31     | 44     | 22     | 15     | 7      |
| I. Sirressi   | 28       | 0        | 0        | 0        | 0        | 3                        | 0                        | 0                        | 0                        | 0                        | 31     | 0      | 0      | 0      | 0      |
| G. Traballi   | 28       | 340      | 302      | 27       | 11       | 3                        | 34                       | 30                       | 3                        | 1                        | 31     | 374    | 332    | 30     | 12     |
| S. Turini     | 2        | 2        | 0        | 0        | 2        | 0                        | 0                        | 0                        | 0                        | 0                        | 2      | 2      | 0      | 0      | 2      |
| G. Viscioni   | 20       | 67       | 56       | 7        | 4        | 2                        | 3                        | 2                        | 1                        | 0                        | 22     | 70     | 58     | 8      | 4      |

P = presenze; PT = punti totali; AV = attacchi vincenti; MV = muri vincenti; BV = battute vincenti